# 牧野忠貴
牧野 忠貴（まきの ただたか）は、江戸時代中期の旗本。第3代三根山領主。

## 生涯
天和2年（1682年）5月29日、父忠清の隠居により家督を相続する。翌年小姓組番頭となり、12月に従五位下・伊予守に叙任される。元禄元年（1688年）9月12日から11月13日まで側用人を務めたが、将軍徳川綱吉より逼塞を申しつけられた。元禄3年（1682年）に赦された。秋月種封の子を娘婿とし、忠列と名乗らせた。没後、忠列が家督を継いだ。